# Livet i regnskogarna
Livet i regnskogarna är Electric Banana Bands andra studioalbum från 1984. Albumets gäster är The Banettes, de består av Marianne Flynner, Maria Wickman och Annica Boller. Albumet har inte utgivits på CD. Alla text av Lasse Åberg och all musik av Jan Schaffer om inte annat utges. 

## Låtlista
1. Det har gått troll i rock'n'roll
2. Livet i regnskogarna
3. Doans klang
4. UFB (Unidentified Flying Banana)
5. Spanska klådan
6. Olyckans reflexsång
7. Att cykla är nödvändigt (Text: Erik "Sköldpaddan" Sandström)
8. Bonka Bonka
9. Etton hatt i danen (Musik: Alice Tegnér)
10. Alf Lundin
11. Myzteline zippelgazz
12. Zwampen
13. Storebror

## Medverkande
- Lasse "Tigern" Åberg: Sång, produktion
- Klasse "Liarne" Möllberg: Sång
- Janne "Zebran" Schaffer: Elgitarr, syntgitar, akustisk gitarr, produktion
- Peter "Pantern" Ljung: Orgel, synt, piano
- Tommy "Geparden" Cassemar: Bas
- Per "Giraffen" Lindvall: Trummor, slagverk
- The Banettes (Marianne Flynner, Maria Wickman, Annica Boller): Sång
- Kjell "Ödlan" Öman - Dragspel på "Livet i regnskogarna"
- Mikael "Räven" Rickfors och Douglas "Doggen" Lawton - Kör på "UFB"
- Magnus "Myran" Persson - Linn-drum programmering på "Myzteline zippelgazz"
- Björn "Bison" Lind - Synt och emulator på "Myzteline zippelgazz"
- Christian "Bältan" Veltman - Bas på "Myzteline zippelgazz"
- Oscar "Etton" Jönsson - Sång på "Etton hatt i danen"